# Sartène
Pour le vin, voir sartène (AOC).
Sartène est une commune française située dans la circonscription départementale de la Corse-du-Sud et le territoire de la collectivité de  Corse. Jusqu'en 1848, le nom officiel était en italien : Sartena.
Capitale de la Rocca, Sartène a le rang de sous-préfecture de Corse-du-Sud. Ses habitants sont appelés les Sartenais (en corse Sartinesi).

## Géographie

### Situation
Sartène, sous-préfecture du département de la Corse-du-Sud, se situe au Sud-Ouest de la Corse dans les montagnes, à quatorze kilomètres de Propriano. Elle est, par sa superficie, la plus grande commune de Corse et la quinzième des communes de France métropolitaine.
| Propriano                          | Viggianello, Arbellara | Olmiccia, Granace                        |
| Belvédère-Campomoro, Grossa, Bilia | Sartène                | Foce, Levie                              |
| Mer Méditerranée                   | Mer Méditerranée       | Monacia-d'Aullène, Pianottoli-Caldarello |
| Enclave : Giuncheto                |                        |                                          |

### Géologie et relief
Le pays sartenais présente une géographie diversifiée de montagnes, de lacs, de rivières, de 33 km de côtes partiellement gérées par le Conservatoire du Littoral ainsi que des sites archéologiques d’une grande valeur.
Son littoral va de Cala d'Arana au Nord jusqu'à Cala di Roccapina au Sud, comprenant notamment Capu Senetosa et son grand phare, la marine de Tizzano et les deux grandes plages de Tralicetu et d'Erbaju.

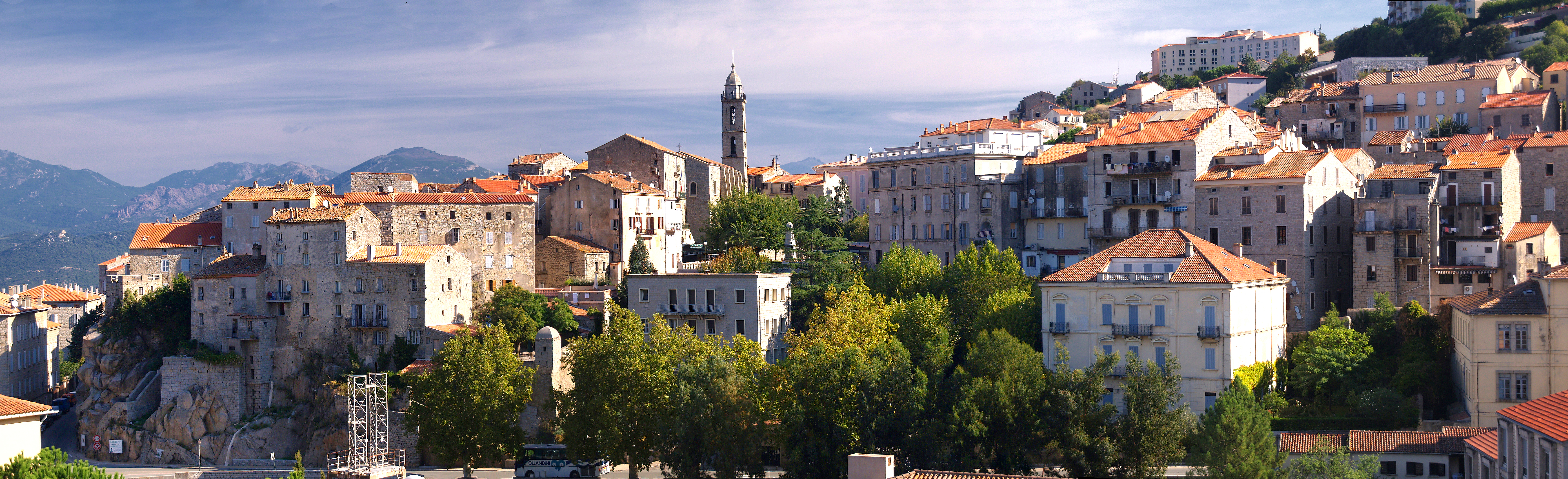
Panorama sur la ville.

### Hydrographie
- L'Ortolo à Sartène (Moulin de Curgia)[1],[2].
- Le Rizzanese.

### Climat et végétation
Le climat d'une grande partie de la Corse-du-Sud est de type méditerranéen : chaud et sec en été, doux et pluvieux en hiver. Cependant, l’île connaît aussi des nuances du climat alpin, en particulier en hiver. Il n'est pas rare de voir les sommets des montagnes enneigés jusqu'à mai-juin.
Climat classé Csb dans la classification de Köppen et Geiger.
La Corse-du-Sud est le département français qui possède le plus haut taux de boisement avec un ratio d'environ 66 % de sa superficie.
La Corse a une végétation composée essentiellement de :
- maquis, poussant sur sol acide, et qui regroupe des espèces comme l'arbousier, le lentisque ou le chêne-liège ;
- pinèdes, plantations de pins du genre Pinus ;
- forêts de châtaigniers, de chênes ou d'eucalyptus et également de pin laricio.

## Urbanisme

### Typologie
Au 1er janvier 2024, Sartène est catégorisée bourg rural, selon la nouvelle grille communale de densité à sept niveaux définie par l'Insee en 2022.
Elle appartient à l'unité urbaine de Sartène, une unité urbaine monocommunale constituant une ville isolée,. La commune est en outre hors attraction des villes,.
La commune, bordée par la mer Méditerranée, est également une commune littorale au sens de la loi du 3 janvier 1986, dite loi littoral. Des dispositions spécifiques d’urbanisme s’y appliquent dès lors afin de préserver les espaces naturels, les sites, les paysages et l’équilibre écologique du littoral, tel le principe d'inconstructibilité, en dehors des espaces urbanisés, sur la bande littorale des 100 mètres, ou plus si le plan local d’urbanisme le prévoit.

### Occupation des sols
L'occupation des sols de la commune, telle qu'elle ressort de la base de données européenne d’occupation biophysique des sols Corine Land Cover (CLC), est marquée par l'importance des forêts et milieux semi-naturels (78,6 % en 2018), une proportion identique à celle de 1990 (78,5 %). La répartition détaillée en 2018 est la suivante : 
milieux à végétation arbustive et/ou herbacée (49 %), forêts (22,6 %), zones agricoles hétérogènes (10,5 %), prairies (7,7 %), espaces ouverts, sans ou avec peu de végétation (7 %), cultures permanentes (2,1 %), zones urbanisées (0,7 %), mines, décharges et chantiers (0,2 %), terres arables (0,2 %), eaux maritimes (0,1 %). L'évolution de l’occupation des sols de la commune et de ses infrastructures peut être observée sur les différentes représentations cartographiques du territoire : la carte de Cassini (XVIIIe siècle), la carte d'état-major (1820-1866) et les cartes ou photos aériennes de l'IGN pour la période actuelle (1950 à aujourd'hui).

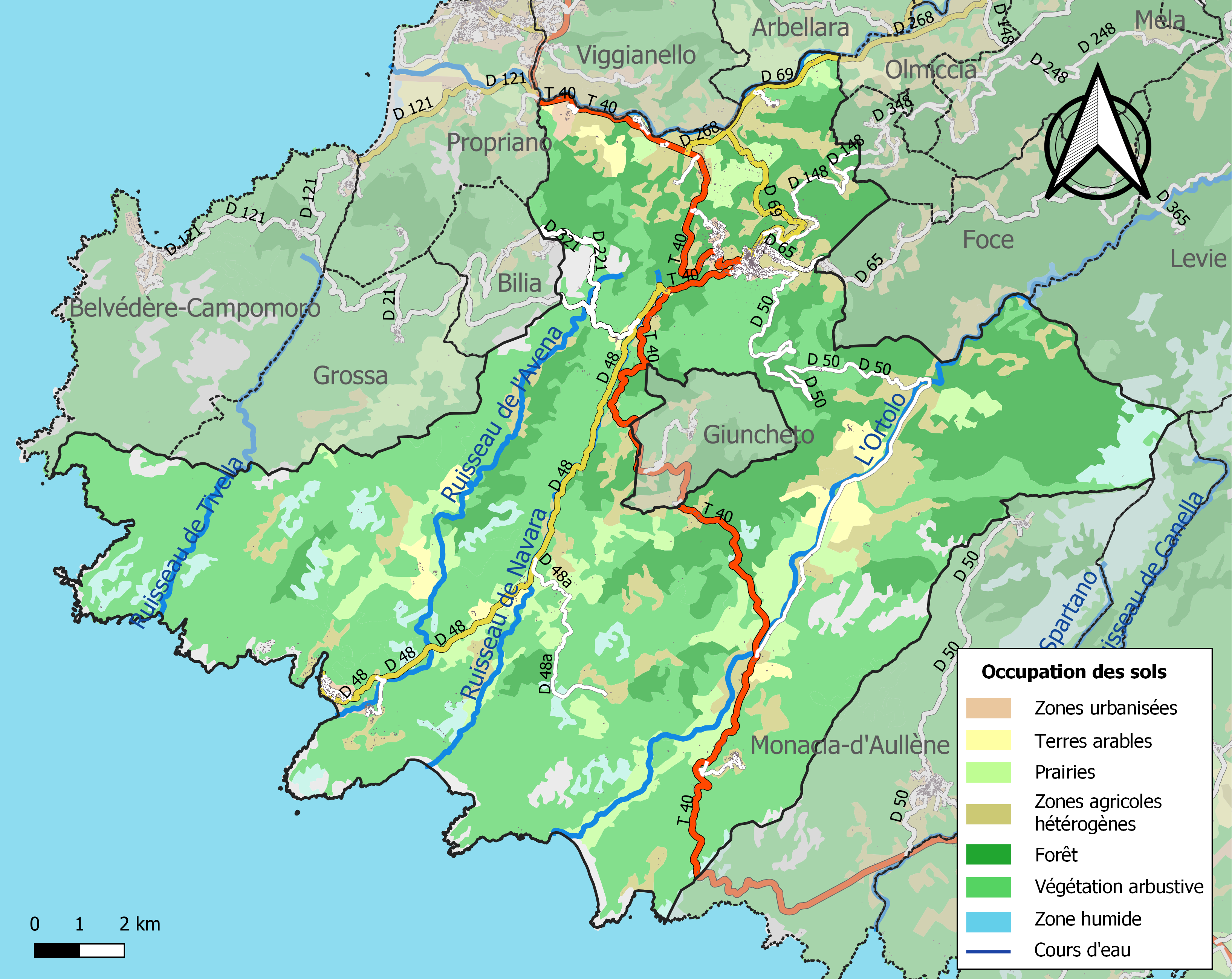
Carte des infrastructures et de l'occupation des sols de la commune en 2018 (CLC).

### Morphologie de la commune

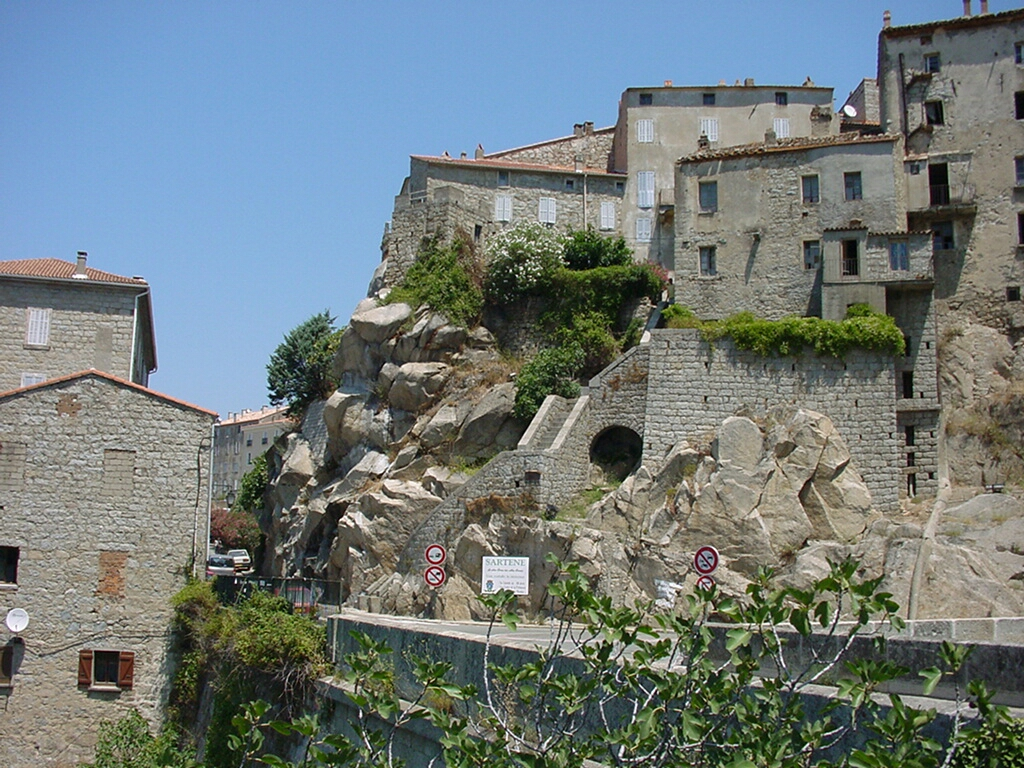
Sartène, construite sur d'énormes blocs rocheux ; on y entre par le pont de la Scaledda.

Selon Prosper Mérimée, Sartène est « la plus corse des villes corses » comme on peut le lire sur un panneau à l'entrée de la petite ville.
La ville de Sartène semble être un prolongement de la montagne, perché en amphithéâtre sur les pentes du Monte Rosso et surplombant la vallée du Rizzanese de ses hautes maisons de granit gris. À partir du vieux quartier de Manichedda, la ville s'est agrandie vers Sant'Anna, le Borgu et Pacialedda.
L'entrée de la ville se fait par le pont de la Scaledda, au pied de la vieille ville, construite sur d'énormes blocs rocheux. Le centre de la ville est la place de la Libération (plus couramment désignée par son ancien nom de place Porta). Ombragée de palmiers et d'ormes, c'est le lieu de rencontre des Sartenais. La place est dominée par l'hôtel de ville, ancien palais des gouverneurs génois, et par l'église Sainte-Marie où sont exposées la croix et la chaîne portées par le pénitent du Catenacciu. En passant sous la voûte de l'hôtel de ville, on pénètre dans le quartier de Manichedda, par la place du Maggiu, avec en face la rue des Frères-Bartoli, et à gauche la rue Caramama. En descendant, on accède à l'échauguette du XIIe siècle, vestige des murailles qui enserraient la ville.
Face à la place Porta, le cours Bonaparte traverse le quartier de Pacialedda avant d'arriver à l'énorme rocher dit "U Cantone di Francia" (Canton de France), d'où partent la route de Granace (à droite) et celle de Tallano et Aullène, qui rejoint le Rizzanese après le hameau de la Castagna.
La rue principale -Sant'Anna avant la place Porta, cours Sœur Amélie au-delà- aboutit à un rond-point où s'embranchent, à gauche la route de Foce, à droite, le cours Saint-Damien, belle promenade ombragée ménageant une belle vue sur Sartène avant d'atteindre le couvent Saints-Côme-et-Damien qui surplombe la vallée. Au-delà, peu avant Bocca Albitrina, le cimetière s'étage à flanc de colline.
La petite route de Mola offre également de belles vues sur la ville et le golfe de Valinco.

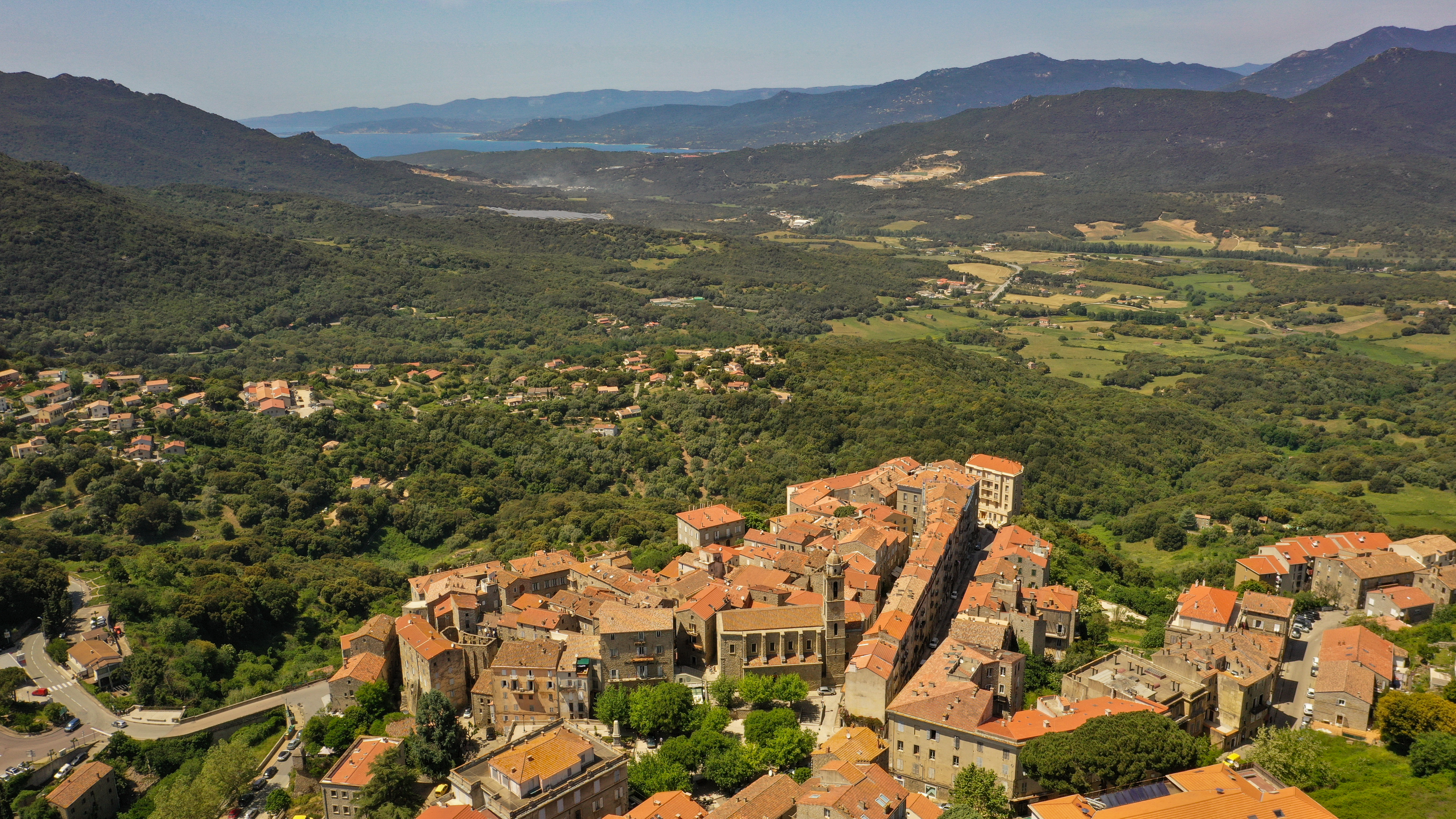
Vue de Sartène depuis un drone.

### Voies de communication et transports

#### Accès routiers
La ville est distante, par route, de :
- 13 km de Propriano ;
- 18 km de Fozzano ;
- 17 km de Viggianello ;
- 19 km de Sainte-Lucie-de-Tallano ;
- 21 km d'Olmeto ;
- 27 km de Levie ;
- 34 km d'Aullène ;
- 40 km de Figari ;
- 51 km de Bonifacio ;
- 60 km de Porto-Vecchio ;
- 80 km d'Ajaccio ;
- 106 km d'Aléria ;
- 121 km de Vico ;
- 137 km de Cervione ;
- 137 km de Corte ;
- 179 km de Bastia ;
- 189 km de Saint-Florent ;
- 199 km de L'Île-Rousse ;
- 219 km de Rogliano ;
- 225 km de Calvi.

#### Transports en commun
- Autobus[14].

## Toponymie
Son nom proviendrait d'un lieu-dit local et aurait la même origine lointaine (peut-être étrusque) que «Sardaigne»[réf. nécessaire]. En corse la commune se nomme Sartè (prononcé [sar.ˈtɛ]).

## Histoire

### Préhistoire
De très nombreux vestiges attestent de l'occupation humaine préhistorique du Sartenais. En plusieurs endroits du territoire de la commune, on a découvert des menhirs et dolmens :
- au Nord de la ville, les deux menhirs U Frate e a Sora proche du Rizzanese et du pont génois Spin'a cavallu ;
- au Sud-Est en direction de Tizzano, de nombreux menhirs dont l'alignement de Palaghju ;
- au Sud, le dolmen de Fontanaccia, l'alignement d'I Stantari et celui du Renaju.

### Époque romaine
Sur la côte, un mouillage forain de l'époque romaine existait face au petit village de Tizzano sur le territoire de la commune de Sartène.

### Moyen Âge
Malgré son aspect de vieille ville, Sartène, d'abord pieve pisane, ne fut fondée par les Génois qu'en 1507, avec l'élimination de Rinuccio della Rocca assassiné le 11 avril 1511 par les Génois.

### Temps modernes

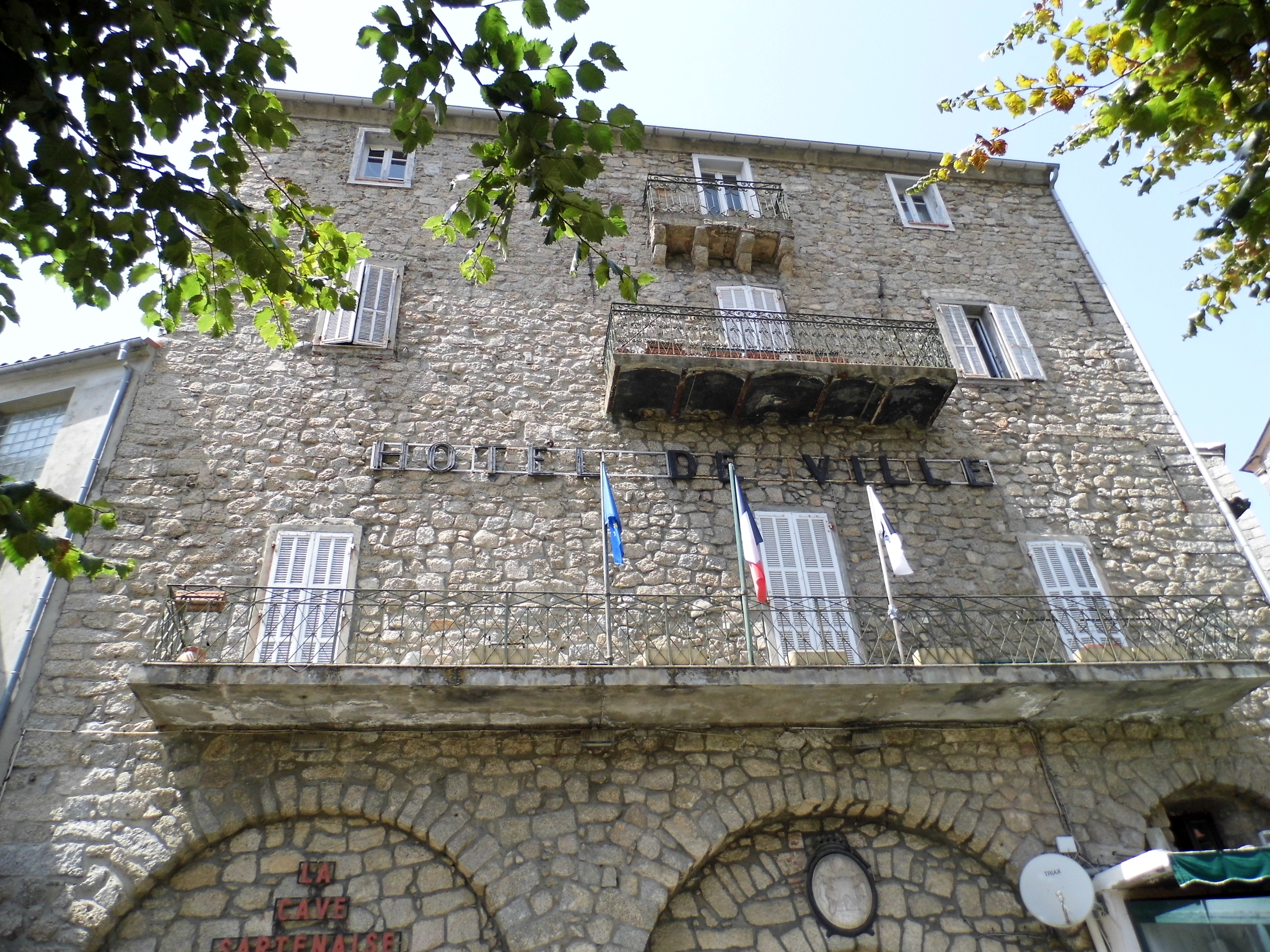
L'hôtel de ville de Sartène, ancien palais des Lieutenants génois.

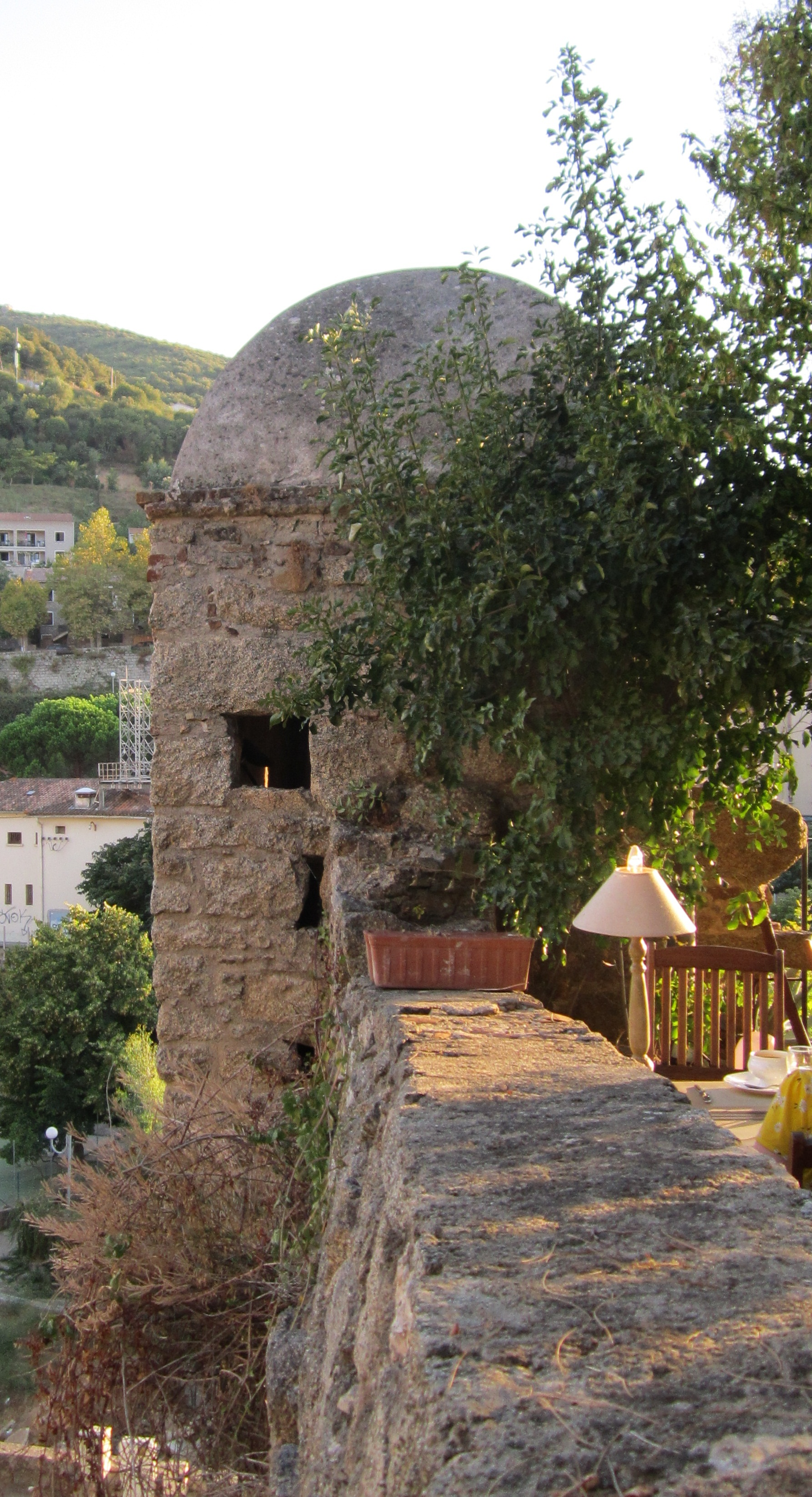
Échauguette, sur les fortifications.

La ville édifiée par les Génois sur un promontoire rocheux difficile d’accès afin de garantir la sécurité des habitants : le premier noyau de peuplement fut le quartier d'u Pitraghju. Dans les années 1550-1552, Gênes fit construire des remparts. À cette époque, l'entrée de la ville se faisait sous la loggia, ce qui a donné son nom à la place Porta. Malgré la victoire de Lépante en 1571, les raids barbaresques connaissent une recrudescence. Le réseau des tours littorales chargées d'alerter les populations de l'intérieur est loin d'être achevé.
Mais c’est le Turc Dragut qui, à la suite de ses assauts, « incita » les Génois à construire une cité fortifiée où pourraient se réfugier et réunir tous les habitants des hameaux environnants. Malheureusement, les fortifications ne suffirent pas pour arrêter Hassan Veneziano, roi d’Alger, qui en 1583, assisté  de Mami Corso, prit la ville et emmena quatre cents Sartenais en esclavage pour en tuer plus d’un. La ville fut repeuplée par les paysans des villages environnants.
À partir de 1630, un nouveau bourg ("u Borgu") fut construit hors des murailles, pour loger les journaliers qui travaillaient dans les grandes propriétés foncières. Giafferi conquit la ville en 1732 après avoir battu le corps expéditionnaire autrichien.
À l'époque de Pascal Paoli, les notables lui interdirent d'abord l'accès par la Consulte d'Istria - 1758, avant d'accepter finalement son autorité en 1763.
L'histoire de Sartène fut toujours agitée : luttes des paysans de la montagne contre les gros propriétaires terriens, luttes au XIXe siècle entre les habitants des quartiers du Borgu (taravais d'origine) et ceux de Sant'Anna (Sartenais de souche), vendetta entre les Rocca Serra et les familles Ortoli et Pietri.

### Époque contemporaine
Après la période sanglante et troublée du premier tiers du XIXe siècle, Sartène et sa région connaissent une série de transformations décisives : désenclavement routier et maritime, forte croissance agricole. Dans l'entre-deux-guerres, la population urbaine connaît un rapide renouvellement. Alors que l'exode rural prend de l'importance, de nombreuses familles paysannes s'établissent en ville, et une classe moyenne de petits commerçants, d'employés et d'enseignants se développe.
Les relations sociales dans l'île n'ont jamais présenté les inégalités constatées en Sicile ou même en Sardaigne, la nature montagneuse ne permettant guère les propriétés latifundiaires et les grandes fortunes agricoles. Pourtant, à Sartène, les rapports sociaux gardèrent longtemps un aspect très inégalitaire. On s'adressait aux « sgiò » la casquette à la main et le regard baissé. Ce qui explique sans doute la vigueur des affrontements politiques, avec la lutte des ouvriers agricoles, bonapartistes, contre les sgiò, d'abord légitimistes puis républicains opportunistes. Ce clivage explique le fort ancrage ultérieur à gauche de la ville. Sartène, au cœur de la terre des Seigneurs, fut le berceau de Pierre Marie Pietri et Joseph Marie Pietri, tous deux préfets de police sous le Second Empire, de Nicolas Pietri et de François Piétri, ministre de la Marine dans l'entre-deux guerres.
Aux vieilles allégeances claniques se superposent dans les années 1920 des engagements idéologiques nettement affirmés. Une première section de la SFIO est créée en 1926. Le Parti communiste se renforce dans les années 1930. Le débat politique est très rude pendant le Front populaire, avec des grèves d'ouvriers agricoles dans l'Ortolo. C'est ainsi que Sartène, vieux bastion de tradition nobiliaire, deviendra une "ville rouge" dans un arrondissement rural marqué à droite. La mairie fut jusqu'à ces dernières années un fief de la gauche, socialiste puis communiste.
Pendant la Seconde Guerre mondiale, Toussaint Griffi et Laurent Preziosi de la mission secrète Pearl Harbour sont venus en février 1943 pour coordonner les réseaux de résistance de cette sous-préfecture. Ils ont notamment rencontré le directeur d'école Filippi qui leur a signalé que la ville et ses environs était particulièrement occupée par les troupes italiennes (1 soldat pour 2 habitants). Néanmoins le réseau s'est organisé autour du Front National de la Résistance. Les membres de cette mission, repérés par l'Ovra (gestapo italienne) ont dû repartir par le sous-marin Casabianca de Solenzara le 10 mars 1943 pour Alger. Ils avaient réussi leur mission en assurant la coordination politique de la Résistance sur toute la Corse, en rapportant les informations sur les implantations de l'ennemi et ayant participé aux livraisons importantes d'armes par le Casabianca le 6 février avec l'appui du groupe de Jean Nicoli. Leur remplaçant Paulin Colonna d'Istria vint assurer la coordination militaire de la Résistance. La Corse fut le 1er département français libéré le 4 octobre 1943.

## Politique et administration

### Tendances politiques et résultats
En 2020, c'est la liste DVD conduite par Paul Quilichini, qui remporte les élections au second tour, avec 52,5 % des suffrages exprimés.

### Budget et fiscalité 2017
En 2017, le budget de la commune était constitué ainsi :
- total des produits de fonctionnement : 3 584 000 €, soit 1 041 € par habitant ;
- total des charges de fonctionnement : 3 453 000 €, soit 998 € par habitant ;
- total des ressources d'investissement : 1 441 000 €, soit 419 € par habitant ;
- total des emplois d'investissement : 1 052 000 €, soit 306 € par habitant ;
- endettement : 1 030 000 €, soit 474 € par habitant.

Avec les taux de fiscalité suivants :
- taxe d'habitation : 12,79 % ;
- taxe foncière sur les propriétés bâties : 17,73 % ;
- taxe foncière sur les propriétés non bâties : 45,31 % ;
- taxe additionnelle à la taxe foncière sur les propriétés non bâties : 0,00 % ;
- cotisation foncière des entreprises : 0,00 %.

## Population et société

### Démographie
L'évolution du nombre d'habitants est connue à travers les recensements de la population effectués dans la commune depuis 1800. Pour les communes de moins de 10 000 habitants, une enquête de recensement portant sur toute la population est réalisée tous les cinq ans, les populations de référence des années intermédiaires étant quant à elles estimées par interpolation ou extrapolation. Pour la commune, le premier recensement exhaustif entrant dans le cadre du nouveau dispositif a été réalisé en 2006.

En 2022, la commune comptait 3 732 habitants, en évolution de +14,76 % par rapport à 2016 (Corse-du-Sud : +7,61 %, France hors Mayotte : +2,11 %).
| 1800  | 1806  | 1821  | 1831  | 1836  | 1841  | 1846  | 1851  | 1856  |
| ----- | ----- | ----- | ----- | ----- | ----- | ----- | ----- | ----- |
| 1 882 | 2 198 | 2 200 | 2 715 | 2 682 | 3 091 | 3 892 | 3 949 | 3 874 |

| 1861  | 1866  | 1872  | 1876  | 1881  | 1886  | 1891  | 1896  | 1901  |
| ----- | ----- | ----- | ----- | ----- | ----- | ----- | ----- | ----- |
| 1 406 | 4 082 | 4 162 | 4 724 | 5 748 | 5 608 | 5 615 | 6 154 | 5 098 |

| 1906  | 1911  | 1921  | 1926  | 1931  | 1936  | 1946  | 1954  | 1962  |
| ----- | ----- | ----- | ----- | ----- | ----- | ----- | ----- | ----- |
| 4 378 | 4 746 | 6 135 | 6 445 | 6 479 | 6 174 | 5 592 | 5 543 | 2 805 |

| 1968  | 1975  | 1982  | 1990  | 1999  | 2006  | 2011  | 2016  | 2021  |
| ----- | ----- | ----- | ----- | ----- | ----- | ----- | ----- | ----- |
| 2 913 | 3 761 | 3 044 | 3 525 | 3 410 | 3 096 | 3 374 | 3 252 | 3 570 |

| 2022  | - | - | - | - | - | - | - | - |
| ----- | - | - | - | - | - | - | - | - |
| 3 732 | - | - | - | - | - | - | - | - |

### Enseignement
Établissements d'enseignements installés sur le territoire de la commune :
- Une maternelle et une école primaire[31],
- Un collège-lycée
- Un lycée professionnel[32].

### Santé
La commune de Sartène bénéficie d'un centre hospitalier ainsi que d'un EHPAD. Le centre hospitalier Antoine Benedetti est doté d'une capacité de 80 lits, dont 30 pour long séjour.

## Économie
Selon l'INSEE, la part du commerce, transports et services divers représente 61,1 % des établissements actifs au 1er décembre 2015. La part de l'agriculture représente 7,8 % des établissements (contre 2,8 % en Corse du Sud).
Le taux de chômage atteint 16,6 % contre 12,1 % en moyenne en Corse du Sud (taux de chômage des 15-64 ans, au sens du recensement).

### Entreprises et commerces

#### Agriculture
- Lycée agricole[36].
- Exploitation agricole [37].
- Pépinière arboricole.

#### Tourisme
- Ferme et chambres d'hôtes[38].

#### Commerces
- Tous commerces de détails : 1 Supermarché, des bars, restaurants, boulangerie, etc..

### Manifestations culturelles et festivités
- Concerts et spectacles.

### Culte
- Culte catholique, Ensemble interparoissial de Sartène, Lévie, Scopamène et Tallano[39], Diocèse d'Ajaccio.

## Culture locale et patrimoine

### Lieux et monuments
- Le monument aux morts se dresse sur la place de la Libération, ancienne place Porta[40].

#### Échauguette et rempart attenant

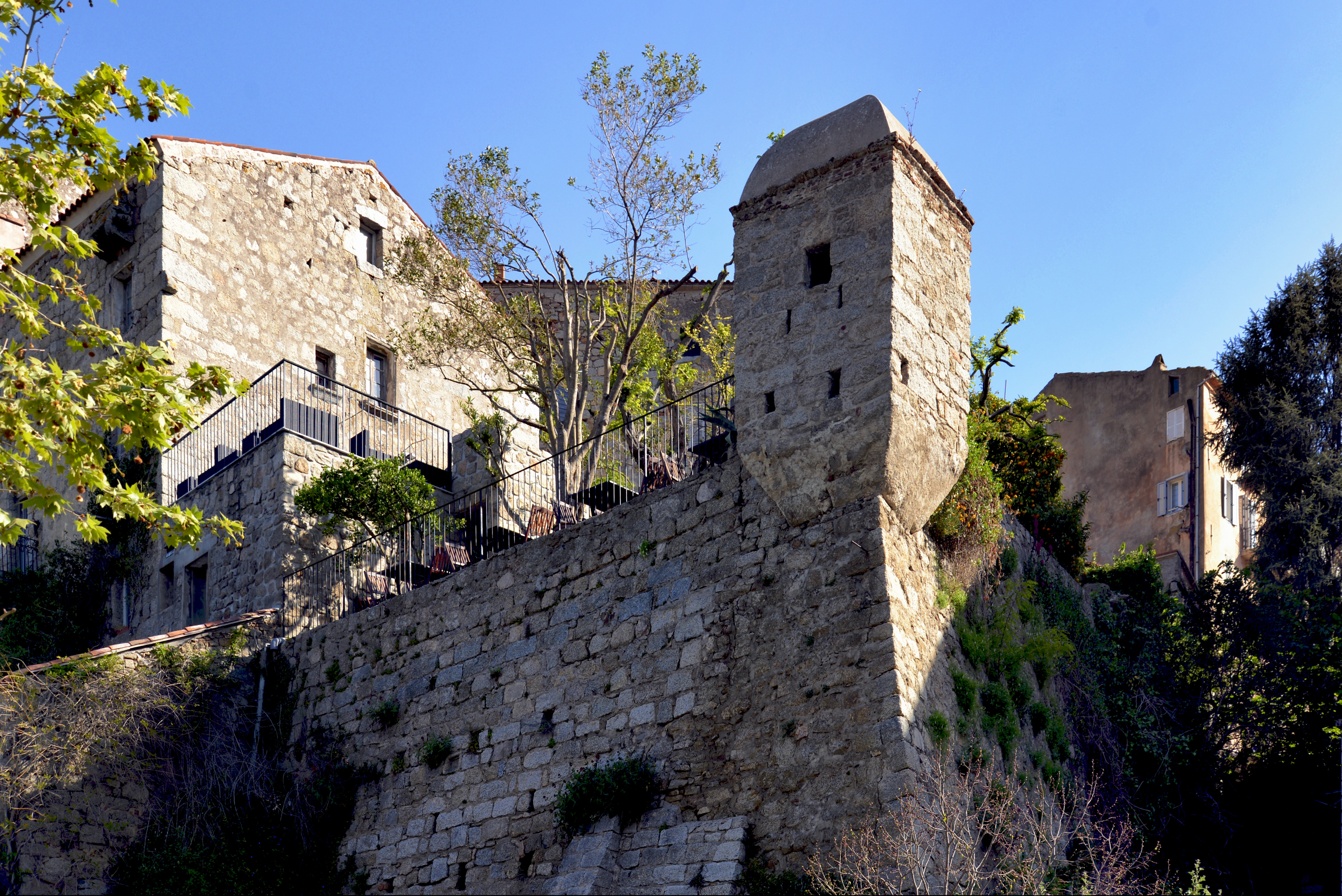
L'échauguette et le rempart.

L'échauguette de Sartène est le symbole de cette ville très pittoresque. Située place de Guardiola, elle date de la fin du XVIe siècle. Elle était le seul élément du bastion de défense constitué par le quartier Pietraggio. Elle est inscrite au titre des Monuments historiques.

#### Quartier Pietraggio
« Le vieux quartier du Petraghju semble glisser vers la vallée ... Les maisons se bousculent, liées entre elles par des arcades. Séparées par d'étroites ruelles, elles montent vers la lumière, se transformant au fur et à mesure des étages ... et des siècles : ici, la pierre est différente entre le premier et le second niveau. Là, cette tourelle est postérieure à son support. Parfois, on tombe sur les ruines de l'ancien rempart. »

#### Place de la Libération
Au centre de la cité se trouve la place de la Libération, anciennement Place Porta. C'est un lieu très convivial où les habitants se retrouvent pour discuter, de politique principalement. « Là se dressait la guillotine jadis. Là discutaient les hommes de « bonne naissance », les sgio. Au pied de l'église, dès l'aube, les ouvriers agricoles attendaient les offres de travail. »
Cette place ombragée, fort animée avec son marché et ses cafés, est orientée dans un axe Sud-Ouest/Nord-Est. Elle est dominée au Nord par la mairie, ancien palais du gouverneur sous l'occupation génoise, et Sainte-Marie, église caractéristique de la Corse : avec son clocher à trois niveaux munis de baies et surmonté d'un dôme. À son extrémité méridionale est accolée une esplanade, la Piazza Pasquale Paoli où trône le buste du Babbu di a patria depuis le 8 décembre 2006.

#### Tour de Roccapina
Le site de Roccapina se caractérise par la forme de ses rochers "le Lion de Roccapina", sa petite baie Cala di Roccapina, sa plage de sable fin et sa tour génoise. À 22 km au Sud de Sartène sur la route de Bonifacio. La tour du XVIIe siècle est inscrite au titre des Monuments historiques.

#### Pont de Spina-Cavallu sur le Rizzanèse

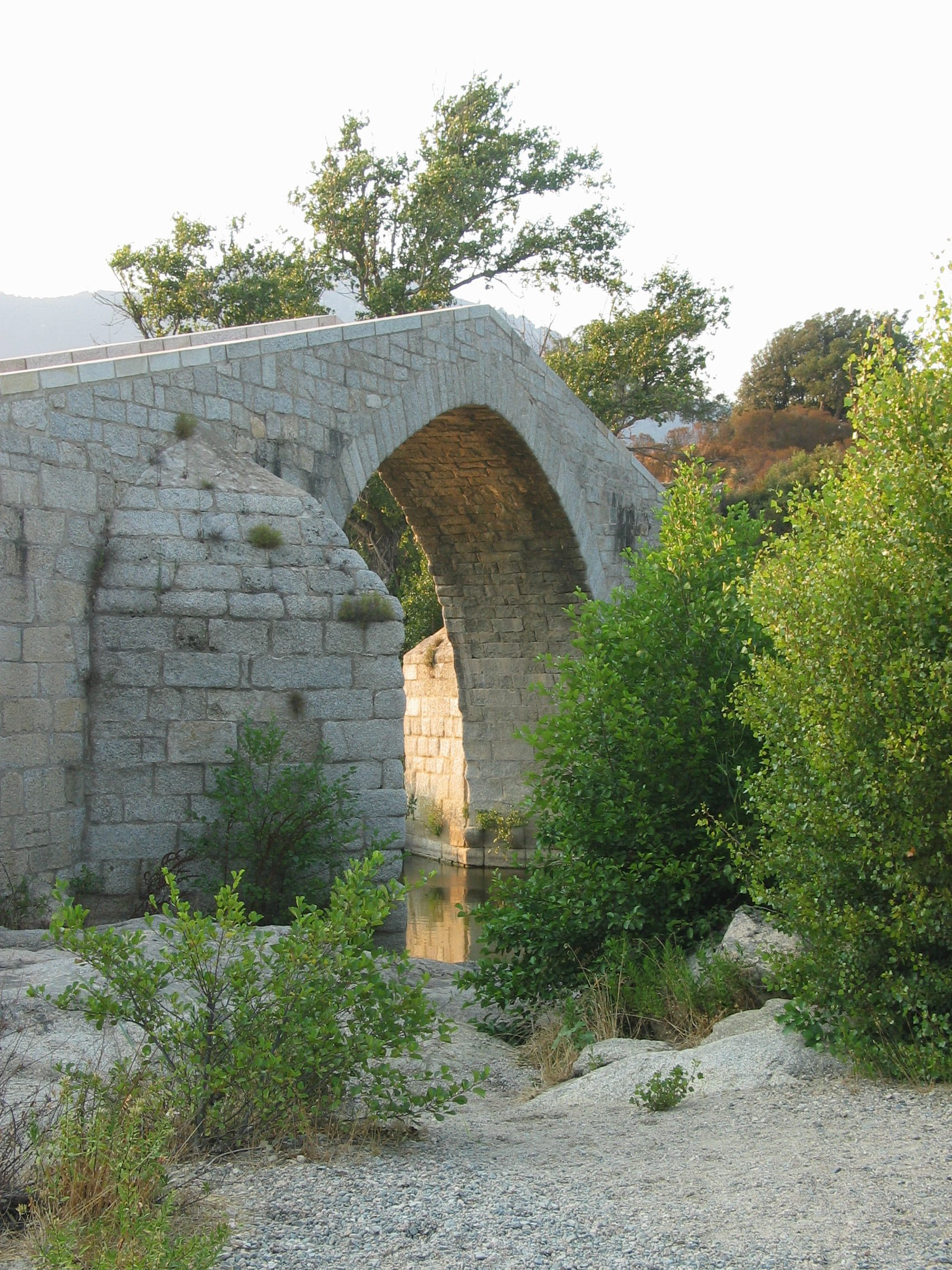
Pont A spin'a cavallu du XIIIe siècle.

Ce pont pisan puis génois des XIIIe siècle et XVe siècle sur le Rizzanese, est appelé A spin'a cavallu : littéralement, « en forme de dos de cheval ». Il serait l'œuvre de l'architecte Maestro Maternato. Long de 64 m et large de 2,60 m, il s'élève à 8 mètres au-dessus de l'eau et c'est l'un des plus célèbres ponts de Corse, trait d'union entre les pièves de la Rocca et de Sartène. Il offre à admirer une architecture au bel équilibre. Classé Monument historique en 1992. Restauré en 1995 après la crue du Rizzanese et du Fiumicicoli, c'est un pont pisan typique.

#### Fortin de Tizzano
Le fortin ruiné de Tizzano défendait l'entrée de la Cala di Tizzano, un petit port abri pour les pêcheurs locaux. - Cette petite place forte s'est déployée dans la deuxième moitié du XVIIIe siècle à partir d'une tour génoise du XVIe siècle. Il est inscrit au titre des Monuments historiques.

#### Alignements de statues-menhirs dénommés Rinaiu et I Stantare
C'est sur le plateau de Cauria que sont situés le dolmen de Fontanaccia, l'alignement de Stantari et celui du Renaju. Ces alignements de statues-menhirs sont classés au titre des Monuments historiques.

#### Église paroissiale Sainte-Marie
L'église a été bâtie dès 1766 en remplacement de la précédente qui s'était effondrée l'année précédente. La construction du clocher a démarré deux années plus tard. L'édifice religieux est inscrit au titre des Monuments historiques.

#### Église San Damiano
Église Saint-Côme-et-Saint-Damien du couvent Saint-Damien de Sartène, Couvent San Damiano, de style néo classique, édifiée en 1766.
- Église de Mola.
- Chapelle Saint-Sébastien de Sartène.

#### Autres sites
- Vallée de l'Ortolu : souvent comparée au Jardin d'Éden, située sur la commune de Sartène : en direction de Bonifacio, vers le Sud, elle est accessible par une route sinueuse en surplomb. Ce lieu est dominé par l'« Omu di Cagna », l'homme de pierre au sommet d'une chaîne de montagne rocailleuse.

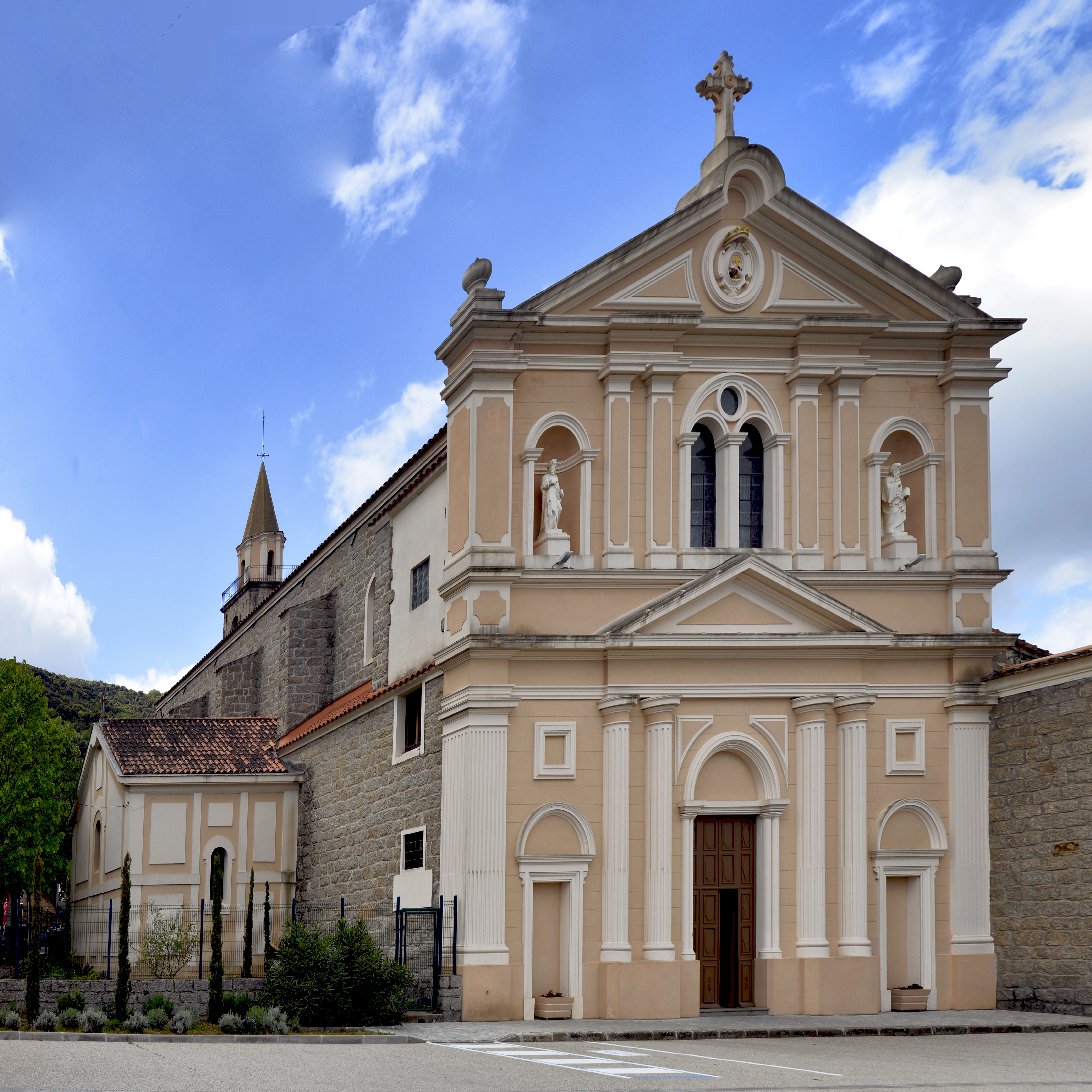
Église du couvent San Damiano (Saint Damien).
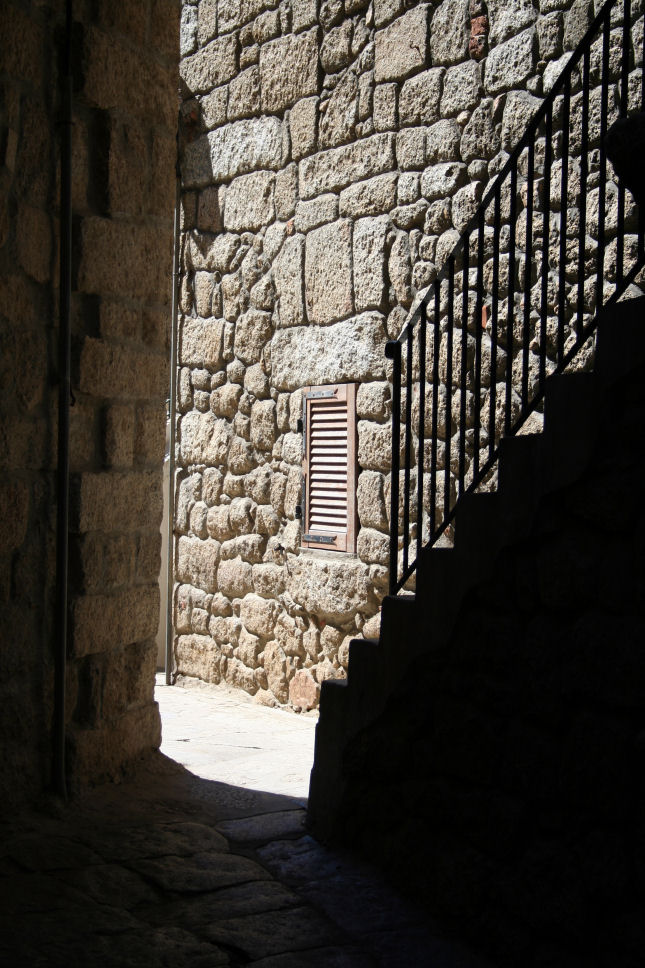
Ruelle typique.
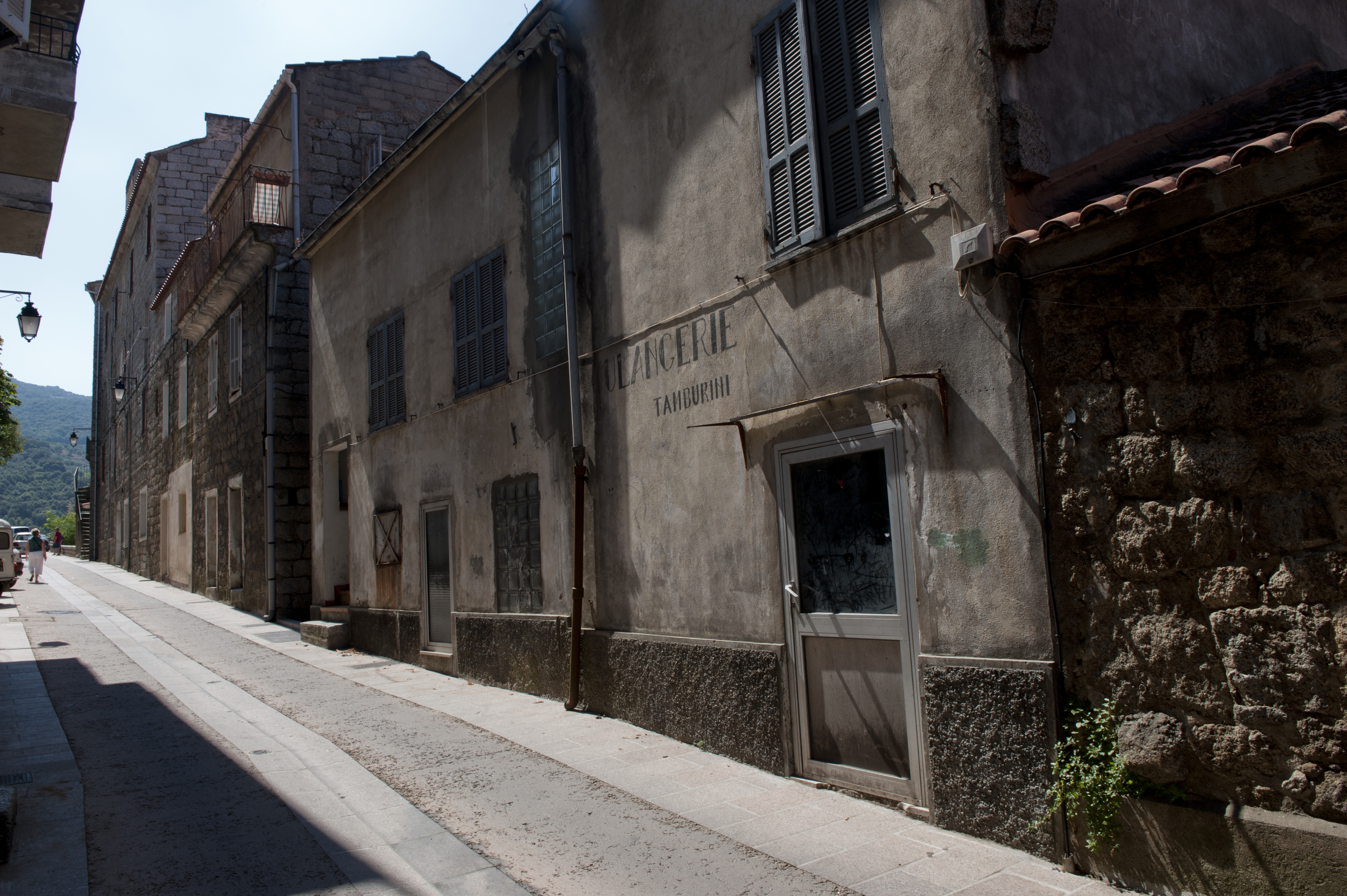
Rue.
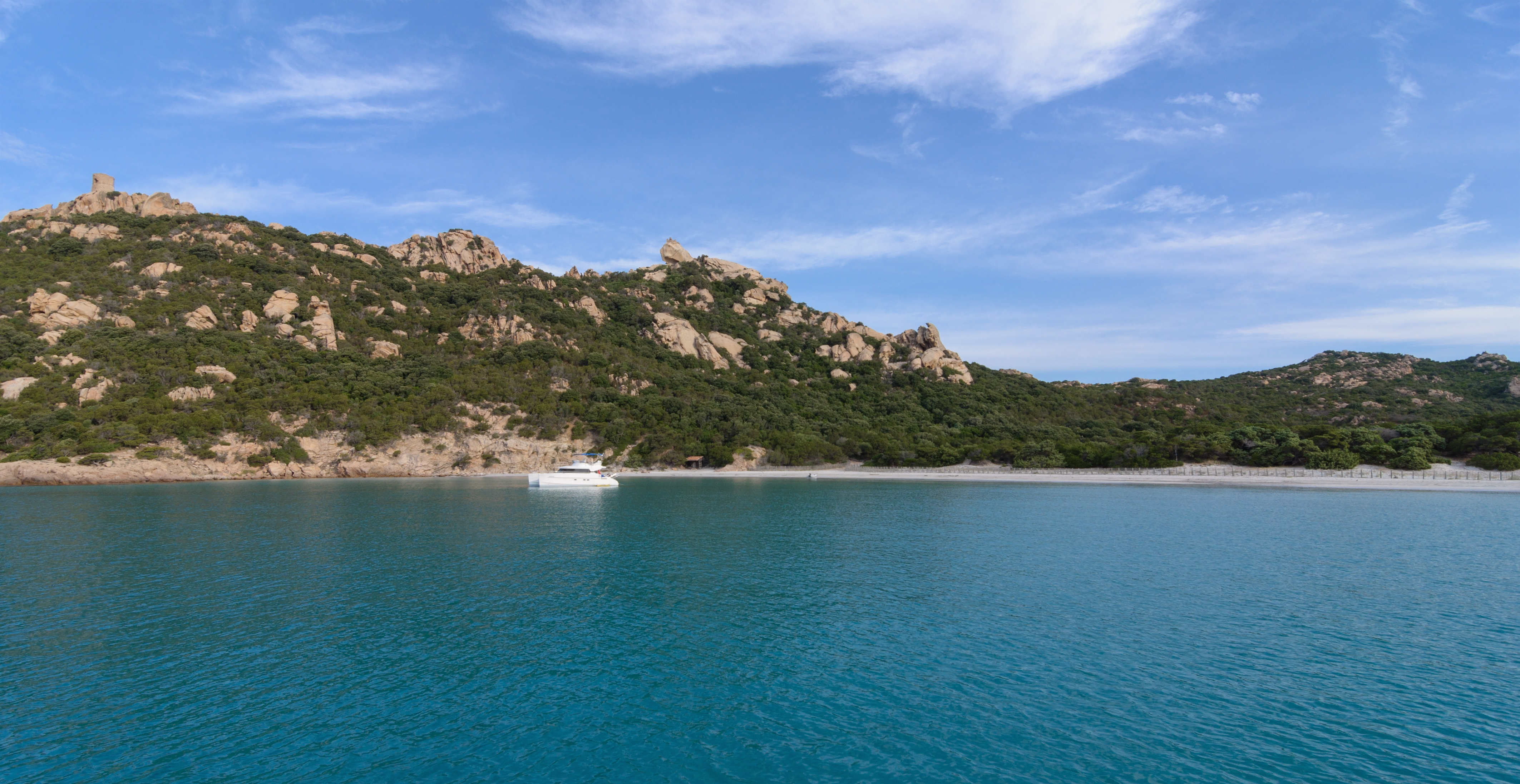
Cala di Roccapina et sa plage au fond de la baie.
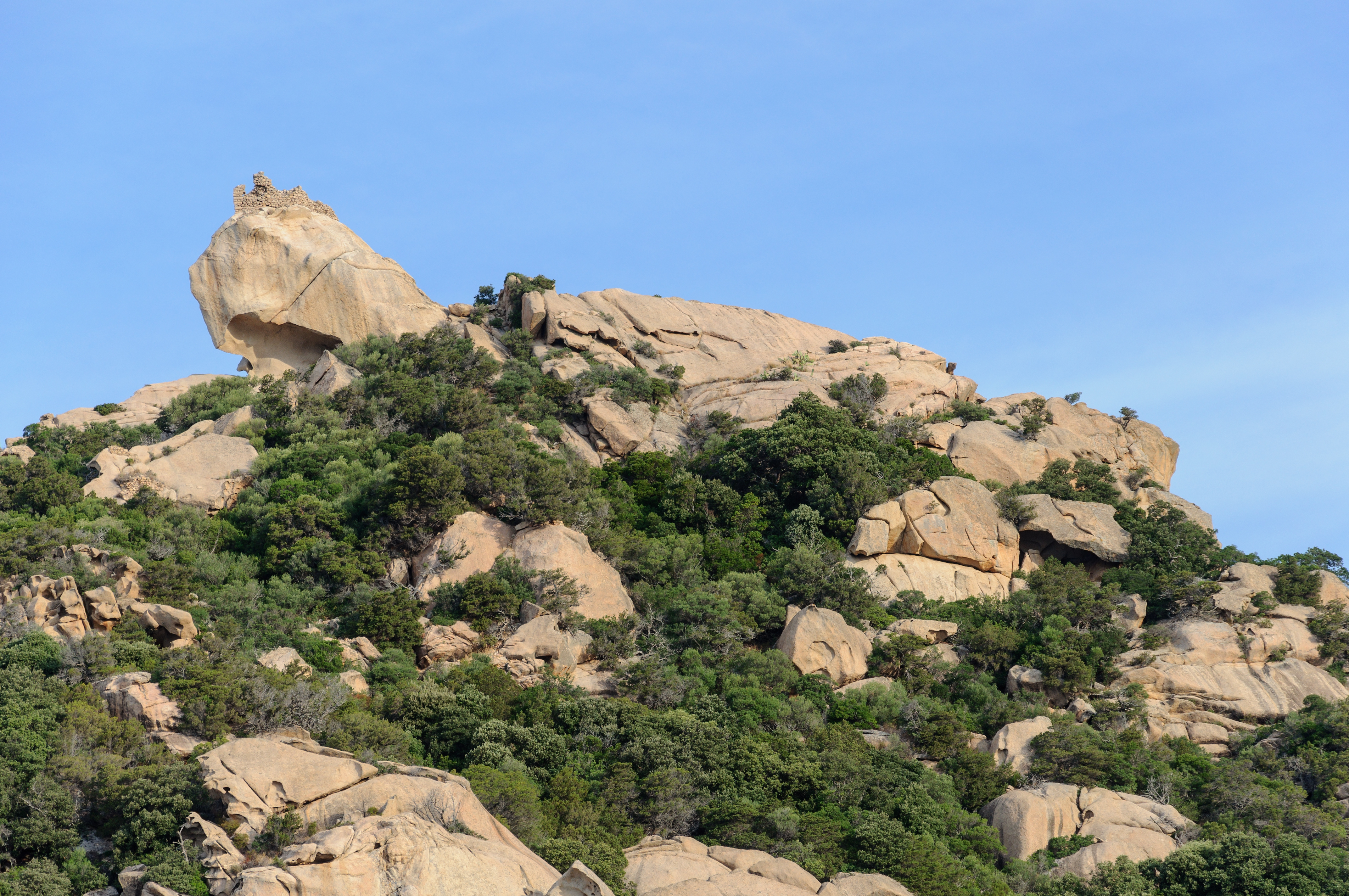
Le Lion de Roccapina, couronné d'une tour génoise en ruines.
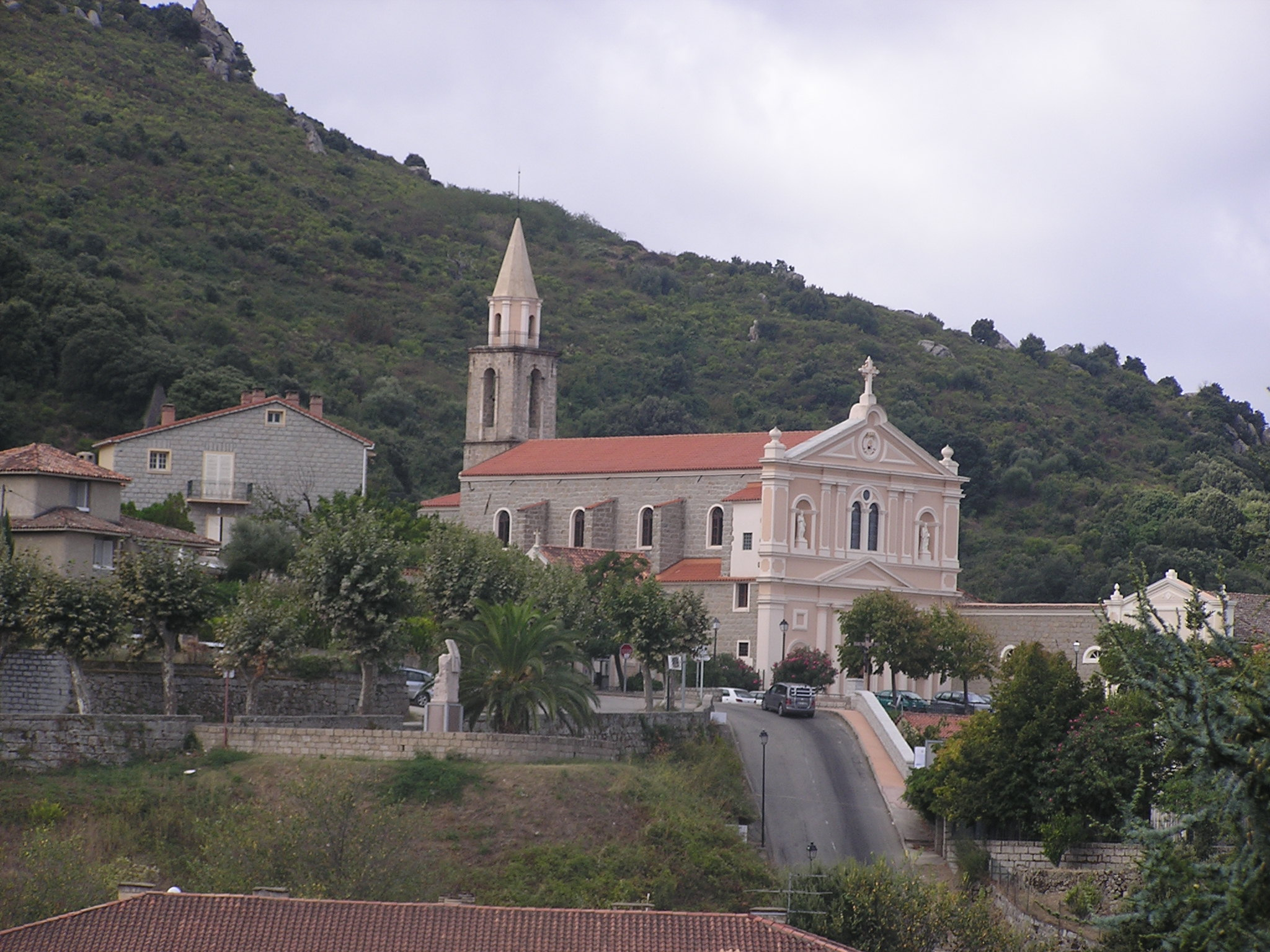
Église du couvent Saint-Damien, en bordure de Sartène.

### Patrimoine culturel
Sartène possède également un musée consacré à l'archéologie corse, le plus important de l’île, et qui bénéficie du label « Musée de France ».

### Personnalités liées à la commune
- Ange Marie Chiappe (1760-1826), homme politique né à Sartène, député de la Corse à la Convention nationale.
- Michel Lorenzi de Bradi (1869-1945), journaliste, poète et écrivain
- François Pietri (1882-1966), homme politique
- Robert Antelme (1917-1990), poète, écrivain et résistant français
- Dominique Bucchini (1943 -), ancien député européen et président de l'assemblée de Corse
- Jean-Paul Poletti (1949 -) et le Chœur de Sartène (en corse : U Cori di Sartè)
- Jérôme Ferrari (1968 -), écrivain, prix Goncourt 2012
- Victor Coq, artiste qui a réalisé la presse à huile d'olive[49]
- Valère de Peretti della Rocca

### Héraldique
| Blason de Sartène | Blason  | D'azur à la tour d'argent posée sur un mont de sinople, soutenue par deux mouflons affrontés d'or et surmontée d'une tête de Maure au naturel, tortillée d'argent, accostée de deux mains de sable*, l'une dextre à dextre, l'autre senestre à senestre, leur majeur, annulaire et auriculaire repliés. |
| Blason de Sartène | Détails | * Il y a là non-respect de la règle de contrariété des couleurs : ces armes sont fautives (sable sur azur). Le statut officiel du blason reste à déterminer. |